# Savo Milošević
Savo Milošević (en cirílico serbio: Саво Милошевић) (Bijeljina, Bosnia y Herzegovina, Yugoslavia, 2 de septiembre de 1973) es un exfutbolista y entrenador serbio. Actualmente dirige al Nassaji Mazandaran.
Jugaba de delantero centro y su primer equipo fue el Partizán de Belgrado.Más tarde, fichó con el Aston Villa y pasaría la gran mayor parte de su carrera en España, donde acumuló un total de 91 goles en La Liga en 241 partidos para Zaragoza, Espanyol, Celta y Osasuna. A lo largo de su carrera profesional de 16 años, Milošević jugó en ocho clubes y marcó más de 220 goles en casi 600 apariciones oficiales.
A nivel internacional, Milošević jugó para la selección nacional de Yugoslavia (más tarde rebautizada como Serbia y Montenegro) y Serbia, disputando más de 100 partidos internacionales con ambos equipos combinados. Disputó dos Mundiales y una Eurocopa, en la que obtuvo la Bota de Oro en la edición del 2000.

## Carrera como jugador

### Partizán
Milošević empezó a jugar al fútbol a los seis años y pasó su juventud en el valle del Drina. A la edad de 14 años, fue descubierto por los ojeadores del Partizán, quienes convencieron al club para asegurar su transferencia por 5.000 marcos alemanes.
En 1992, hizo su debut absoluto con el club europeo, anotando 14 goles en 31 partidos durante su primera temporada. Llegó a marcar la impresionante cifra de 21 y 30 goles en la liga en sus siguientes dos temporadas respectivamente (los mejores resultados de la competición en ambos años) y el equipo con sede en Belgrado ganó campeonatos nacionales consecutivos, incluido el doblete en la temporada 1993-94.

### Aston Villa
En el verano de 1995, el entonces entrenador del Aston Villa, Brian Little, compró a Milošević procedente del Partizan por 3,5 millones de libras, un récord del club en ese momento. Su paso por Inglaterra duró tres temporadas, tiempo durante el cual se ganó el apodo de los tabloides "Miss-a-lot-ević" debido a sus frecuentes períodos de sequía goleadora.
Sin embargo, Milošević marcó 33 goles en 117 partidos para Villa(29 en la Premier League), incluido uno en la final de la Copa de la Liga en 1996, donde vencieron 3-0 al Leeds United.

### Real Zaragoza
Milošević fichó por el Real Zaragoza de La Liga en 1998 por £8,5 millones, y volvió a registrar algunas actuaciones goleadoras impresionantes, en particular anotando 21 en la temporada 1999-2000, cuando el equipo consiguió el cuarto puesto.
El Real Zaragoza lo fichó y le dio la oportunidad de jugar en la liga española. Probablemente sus dos primeros años con el conjunto aragonés fueron de los mejores de sus carrera fuera de su país. Se convirtió en ídolo de la hinchada y uno de los delanteros más cotizados de Europa, rumoreándose su pase a equipos más grandes. Sin embargo, la segunda vuelta de la temporada 1999/2000 decayó bastante su rendimiento, anotando tan solo dos goles, mientras en la primera había marcado diecinueve. Esto enfrió el interés de muchos equipos. Aun así, su equipo terminó cuarto.

### Parma
Después de redescubrir su forma en España, Milošević fichó por el Parma en el verano del 2000 por 25 millones de euros.Fue titular habitual en su primera temporada en Italia, jugando 21 de 34 partidos de la Serie A y marcando 8 goles; en la siguiente temporada, sin embargo, fue utilizado con moderación.
Milošević fue cedido de nuevo a España en enero de 2002 y se reincorporó a su antiguo club, el Zaragoza, para sustituir a Yordi, que se dirigía al Blackburn Rovers. Marcó seis goles durante su segunda etapa, terminando como máximo goleador conjunto del club, junto a Yordi y Roberto Acuña.Su segunda etapa en el Zaragoza terminó sin éxito y el club finalmente descendió.
En la campaña 2002-03, Milošević jugó cedido en el Espanyol, terminando nuevamente como máximo goleador de su equipo, pero escapó por poco del descenso, destino que le sobrevendría el año siguiente con el Celta de Vigo. El serbio pudo ayudar al Celta a alcanzar los octavos de final en su primera aparición en la Liga de Campeones de la UEFA, con su único gol en siete apariciones en la competición en la victoria en casa por 3-2 en la fase de grupos contra el Ajax.

### Años posteriores
A mediados de julio de 2004, con 30 años, Milošević firmó un contrato de tres años con otro club de la máxima categoría española, Osasuna.En su segunda temporada con los navarros, marcó 11 goles en 32 partidos para ayudar al equipo a clasificarse para la Liga de Campeones. Aunque Milošević no logró marcar en diez apariciones en las siguientes semifinales de la Copa de la UEFA, sí proporcionó dos asistencias en la victoria a domicilio por 3-0 contra el Bayer Leverkusen en el partido de ida de los cuartos de final (que Osasuna ganó 4-0 el agregar).
En el verano de 2007, el contrato de Milošević expiró y dejó el club español tras tres temporadas en el club. Se tomó un descanso de ocho meses del fútbol competitivo, durante el cual, en octubre de 2007, tuvo una prueba con el Toronto FC de la Major League Soccer con miras a firmar con ellos para la temporada 2008.El trato fracasó y, el 8 de marzo de 2008, acordó unos términos con el Rubin Kazán antes del inicio de la campaña de la Liga Premier de Rusia.
El 2 de noviembre de 2008, Milošević marcó el gol decisivo para el Rubin en un partido contra Saturn Ramenskoye, asegurando al equipo su primer campeonato nacional.Se retiró poco después, a los 35 años.
El 10 de junio de 2011, su abuelo mató de un disparo en el pecho al padre de Savo, este suceso se produjo en la localidad serbia de Glavicice.

## Selección nacional
Fue internacional con la selección de fútbol de Serbia y Montenegro en 102 ocasiones, marcando un doblete en su despedida de la selección y en el último partido de su carrera.

## Carrera como entrenador

### Partizán
El 27 de marzo de 2019, Milošević fue nombrado por la junta directiva del Partizán como nuevo entrenador del club.Al final de su primera temporada al mando, logró clasificar al club para las rondas de clasificación de la UEFA Europa League 2019-20y el 23 de mayo de 2019, ganó su primer trofeo como entrenador cuando su equipo venció al Estrella Roja por 1-0 en la final de la Copa de Serbia.En septiembre de 2020, fue relevado de sus funciones.

### Olimpija Ljubljana
El 16 de junio de 2021, Milošević fue nombrado nuevo entrenador del Olimpija Ljubljana de la PrvaLiga eslovena.Dejó el club cuatro meses después, el 10 de octubre de 2021.

### Selección de Bosnia y Herzegovina
El 29 de septiembre de 2023, Milošević fue nombrado nuevo entrenador de la selección nacional de Bosnia y Herzegovina.El 17 de abril de 2024, fue despedido de su cargo luego de no haber clasificado al equipo nacional a la Eurocopa 2024.

### Nueva etapa en Partizán
El 27 de septiembre de 2024, inició su segunda etapa al frente del Partizán.Sin embargo, el 2 de diciembre, presentó su renuncia al cargo después de argumentar diferencias de criterios con la directiva del club.

### Nassaji Mazandaran
El 31 de enero de 2025, asumió al frente del Nassaji Mazandaran.

## Estadísticas

### Clubes
| Club                            | Div.                | Temporada           | Liga  | Liga  | Copas nacionales(1) | Copas nacionales(1) | Torneos internacionales(2) | Torneos internacionales(2) | Total(3) | Total(3) | Media goleadora |
| Club                            | Div.                | Temporada           | Part. | Goles | Part.               | Goles               | Part.                      | Goles                      | Part.    | Goles    | Media goleadora |
| ------------------------------- | ------------------- | ------------------- | ----- | ----- | ------------------- | ------------------- | -------------------------- | -------------------------- | -------- | -------- | --------------- |
| Partizán de Belgrado Yugoslavia | 1.ª                 | 1992-93             | 31    | 14    | 8                   | 3                   | —                          | —                          | 39       | 17       | 0.44            |
| Partizán de Belgrado Yugoslavia | 1.ª                 | 1993-94             | 32    | 30    | 9                   | 7                   | —                          | —                          | 41       | 37       | 0.9             |
| Partizán de Belgrado Yugoslavia | 1.ª                 | 1994-95             | 35    | 30    | 4                   | 4                   | —                          | —                          | 39       | 34       | 0.87            |
| Partizán de Belgrado Yugoslavia | Total club          | Total club          | 98    | 74    | 21                  | 14                  | 0                          | 0                          | 119      | 88       | 0.74            |
| Aston Villa FC Inglaterra       | 1.ª                 | 1995-96             | 37    | 12    | 12                  | 2                   | —                          | —                          | 49       | 14       | 0.29            |
| Aston Villa FC Inglaterra       | 1.ª                 | 1996-97             | 30    | 10    | 4                   | 0                   | 2                          | 0                          | 36       | 10       | 0.28            |
| Aston Villa FC Inglaterra       | 1.ª                 | 1997-98             | 23    | 8     | 3                   | 1                   | 6                          | 1                          | 42       | 10       | 0.21            |
| Aston Villa FC Inglaterra       | Total club          | Total club          | 90    | 28    | 19                  | 3                   | 8                          | 1                          | 117      | 33       | 0.28            |
| Real Zaragoza · España          | 1.ª                 |                     |       |       |                     |                     |                            |                            |          |          |                 |
| Real Zaragoza · España          | 1.ª                 | 1998-99             | 35    | 17    | 2                   | 1                   | —                          | —                          | 37       | 18       | 0.49            |
| Real Zaragoza · España          | 1.ª                 | 1999-00             | 37    | 21    | 5                   | 1                   | —                          | —                          | 42       | 22       | 0.52            |
| Real Zaragoza · España          | 1.ª                 | 2002                | 16    | 5     | —                   | —                   | —                          | —                          | 16       | 5        | 0.38            |
| Real Zaragoza · España          | Total club          | Total club          | 88    | 44    | 7                   | 2                   | 0                          | 0                          | 95       | 46       | 0.48            |
| Parma AC · Italia               |                     |                     |       |       |                     |                     |                            |                            |          |          |                 |
| 1.ª                             | 2000-01             | 21                  | 8     | 5     | 2                   | 5                   | 2                          | 31                         | 12       | 0.39     |                 |
| 1.ª                             | 2001-02             | 10                  | 1     | 4     | 1                   | 6                   | 1                          | 20                         | 3        | 0.16     |                 |
| Total club                      | Total club          | 31                  | 9     | 8     | 3                   | 11                  | 3                          | 50                         | 15       | 0.30     |                 |
| RCD Espanyol · España           | 1.ª                 | 2002-03             | 34    | 12    | 1                   | 0                   | —                          | —                          | 35       | 12       | 0.34            |
| RCD Espanyol · España           | Total club          | Total club          | 34    | 12    | 1                   | 0                   | 0                          | 0                          | 35       | 12       | 0.34            |
| Celta de Vigo · España          | 1.ª                 | 2003-04             | 37    | 14    | 5                   | 1                   | 9                          | 1                          | 51       | 16       | 0.31            |
| Celta de Vigo · España          | Total club          | Total club          | 37    | 14    | 5                   | 1                   | 9                          | 1                          | 51       | 16       | 0.31            |
| CA Osasuna · España             | 1.ª                 |                     |       |       |                     |                     |                            |                            |          |          |                 |
| CA Osasuna · España             | 1.ª                 | 2004-05             | 27    | 7     | 7                   | 0                   | —                          | —                          | 34       | 7        | 0.18            |
| CA Osasuna · España             | 1.ª                 | 2005-06             | 33    | 11    | 2                   | 1                   | —                          | —                          | 35       | 12       | 0.34            |
| CA Osasuna · España             | 1.ª                 | 2006-07             | 23    | 4     | 1                   | 0                   | 12                         | 0                          | 36       | 4        | 0.11            |
| CA Osasuna · España             | Total club          | Total club          | 83    | 21    | 10                  | 1                   | 12                         | 0                          | 105      | 22       | 0.21            |
| FC Rubin Kazán · Rusia          | 1.ª                 | 2008                | 16    | 3     | 1                   | 0                   | —                          | —                          | 17       | 3        | 0.18            |
| FC Rubin Kazán · Rusia          | Total club          | Total club          | 16    | 3     | 1                   | 0                   | 0                          | 0                          | 17       | 3        | 0.18            |
| Total en su carrera             | Total en su carrera | Total en su carrera | 476   | 206   | 45                  | 7                   | 40                         | 5                          | 561      | 218      | 0.42            |

### Como jugador

#### Campeonatos nacionales
| Título                        | Club        | País       | Año  |
| ----------------------------- | ----------- | ---------- | ---- |
| Primera Liga de Yugoslavia    | Partizán    | Yugoslavia | 1993 |
| Primera Liga de Yugoslavia    | Partizán    | Yugoslavia | 1994 |
| Copa de Yugoslavia            | Partizán    | Yugoslavia | 1994 |
| Copa de la Liga de Inglaterra | Aston Villa | Inglaterra | 1996 |
| Copa de Italia                | Parma       | Italia     | 2002 |
| Liga Premier de Rusia         | Rubin Kazán | Rusia      | 2008 |

### Distinciones individuales
| Título          | Club                | País       | Año  |
| --------------- | ------------------- | ---------- | ---- |
| Máximo goleador | Partizán            | Yugoslavia | 1994 |
| Máximo goleador | Partizán            | Yugoslavia | 1995 |
| Bota de Oro     | Serbia y Montenegro | Eurocopa   | 2000 |

- Se incluyen participaciones en torneos con la selección nacional.

### Como entrenador

#### Campeonatos nacionales
| Título         | Club     | País   | Año  |
| -------------- | -------- | ------ | ---- |
| Copa de Serbia | Partizán | Serbia | 2019 |

## Participaciones en torneos internacionales
| Torneo             | Año  |
| ------------------ | ---- |
| Copa Mundial       | 1998 |
| Eurocopa de Fútbol | 2000 |
| Copa Mundial       | 2006 |
| Champions League   | 2004 |